# Scorpiodoras liophysus
Scorpiodoras liophysus is een straalvinnige vissensoort uit de familie van de doornmeervallen (Doradidae). De wetenschappelijke naam van de soort is voor het eerst geldig gepubliceerd in 2011 door Sousa & Birindelli.

## Voorkomen
De soort komt voor in Zuid-Amerika in het midden van het Rio Madeira bekken.